# Daniszewo (Płock)
Pour les articles homonymes, voir Daniszewo.
Daniszewo (prononciation : [daniˈʂɛvɔ]) est un village polonais de la gmina de Bulkowo dans le powiat de Płock de la voïvodie de Mazovie dans le centre-est de la Pologne.
Il se situe à environ 31 kilomètres à l'est de Płock (siège du powiat) et à 71 kilomètres au nord-ouest de Varsovie (capitale de la Pologne).

## Histoire
De 1975 à 1998, le village appartenait administrativement à la voïvodie de Płock.